# أندريه روش
أندريه روش (بالفرنسية: André Roche)‏ هو رسام توضيحي فرنسي، ولد في 1952 في جنوب فرنسا في فرنسا.

## وصلات خارجية
- الموقع الرسمي